# Est Obolo
Est Obolo, (en Yoruba Agbègbè Ìjọba Ìbílẹ̀ Apáìlàoòrùn Obolo), est une zone de gouvernement local dans l'État d'Akwa Ibom au Nigeria.

## Source
- (en) Cet article est partiellement ou en totalité issu de l’article de Wikipédia en anglais intitulé « Eastern Obolo » (voir la liste des auteurs).